# Plinovod Városföld – Slobodnica
Plinovod Városföld – Slobodnica dvosmjerni je plinovod za visokotlačni prirodni plin koji se proteže od Városfölda u Mađarskoj do Slobodnice. Dio je New European Transmission System-a. Plinovodom u Mađarskoj operira FGSZ, a u Hrvatskoj Plinacro.
Dužina plinovoda iznosi 293 km, od čega se 205 km nalazi unutar Mađarske, a 88 km unutar Hrvatske. Promjer plinovoda iznosi 800 mm. Prilikom rada tlak iznosi 75 bara (7.500 kPa). Godišnji kapacitet plinovoda iznosi 7 milijarde m3. Plinovod ima dvije kompresorske stanice: jednu u Városföldu, a drugu u Báti. Plinovod također ima dvije međunarodne mjerne stanice: jednu u Sredalju (mađarski: Drávaszerdahely), a drugu u Donjem Miholjcu. Izgradnja plinovoda koštala je 395 milijuna €.